# 150
150（一百五十）是149與151之間的自然數。

## 数学领域
- 合數，正因數有1、2、3、5、6、10、15、25、30、50、75和150。
質因數分解為{\displaystyle 2\times 3\times 5^{2}}。
- 第34個過剩數，真因數和為222，盈度為72。前一個為144、下一個為156。
  - 第35個半完全數，和為本身的其中一組因數為2、 3、 5、 10、 25、 30、 75。前一個為144、下一個為156。
- 第48個十进制的哈沙德數，數字可被各位數字的和整除。前一個為144、下一個為152。
- 第81個十进制的奢侈數。前一個為148、下一個為152。
- 是八個連續質數的和（7 + 11 + 13 + 17 + 19 + 23 + 29 + 31）。
- 是Mertens函數=0的一個解。
- 是前22個整數的歐拉商數的和。
- 正十二邊形的內角是150度。
- 1502 + 1 = 22501 是有n2 + 1 形式的質數。
- 是半完全數，150 = 25 + 50 + 75。

## 文化領域
- 香港渣打銀行在2009年發行全球首張面值150元的紙幣。

## 社會學與心理學領域
- 鄧巴數：也稱150定律，通常人們認為一個人能與他人維持緊密人際關係的人數上限，最早由英國人類學家罗宾·邓巴所提出。